# 肖像

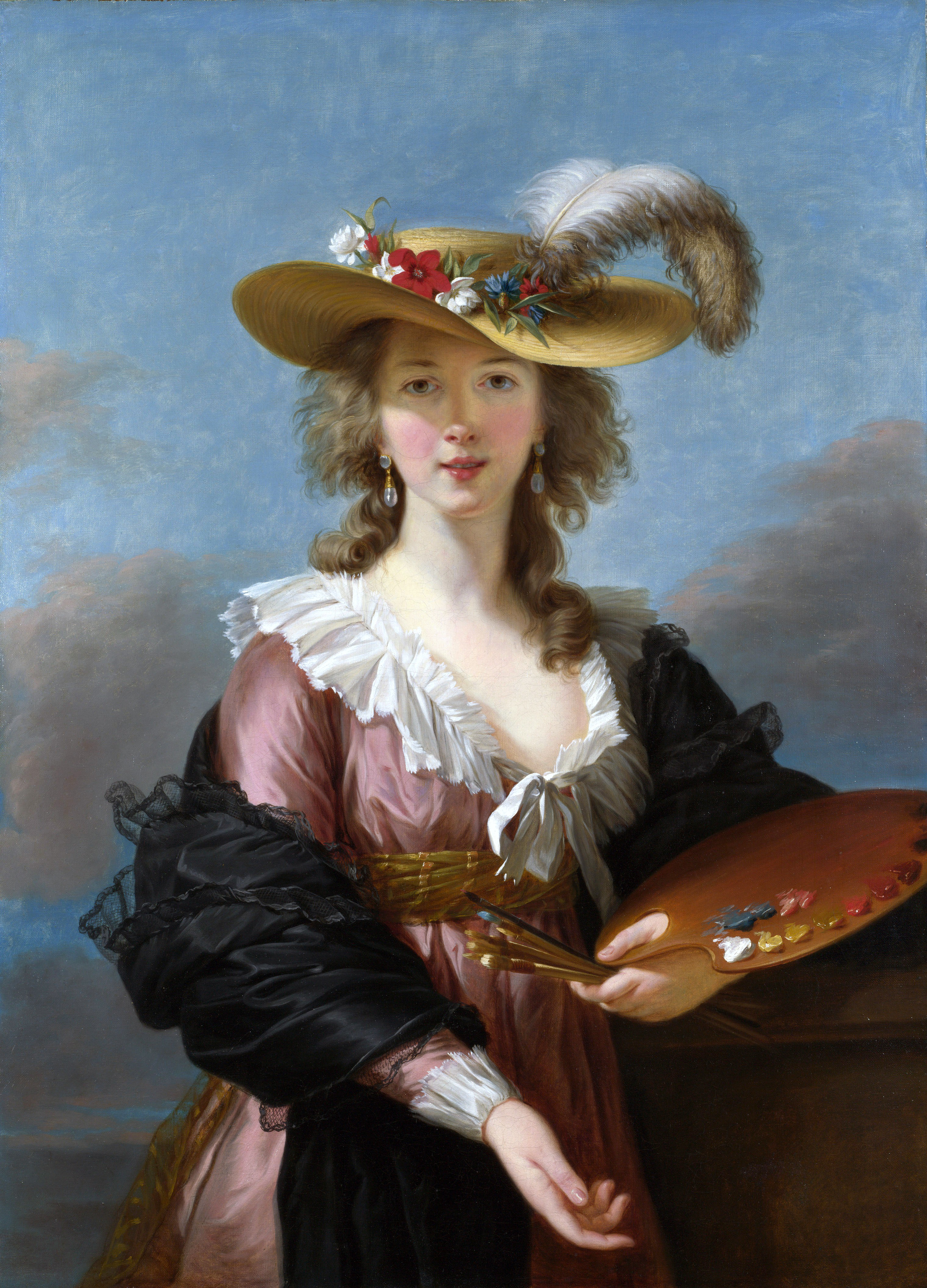
伊莉莎白·維傑·勒布倫自畫像

肖像是一种表現人類形象並以真實描繪為目的之藝術，在攝影技術出現前，肖像都是繪畫而成，稱為肖像畫，東亞很早就已經有肖像畫，譬如中國歷朝歷代都有很多描繪君主御容的肖像。肖像通常是作為或慎終追遠、緬懷先賢等宗教用途的容像。西方的肖像畫发展自文艺复兴时期，通常是作為人面輪廓美感藝術欣賞的用途。

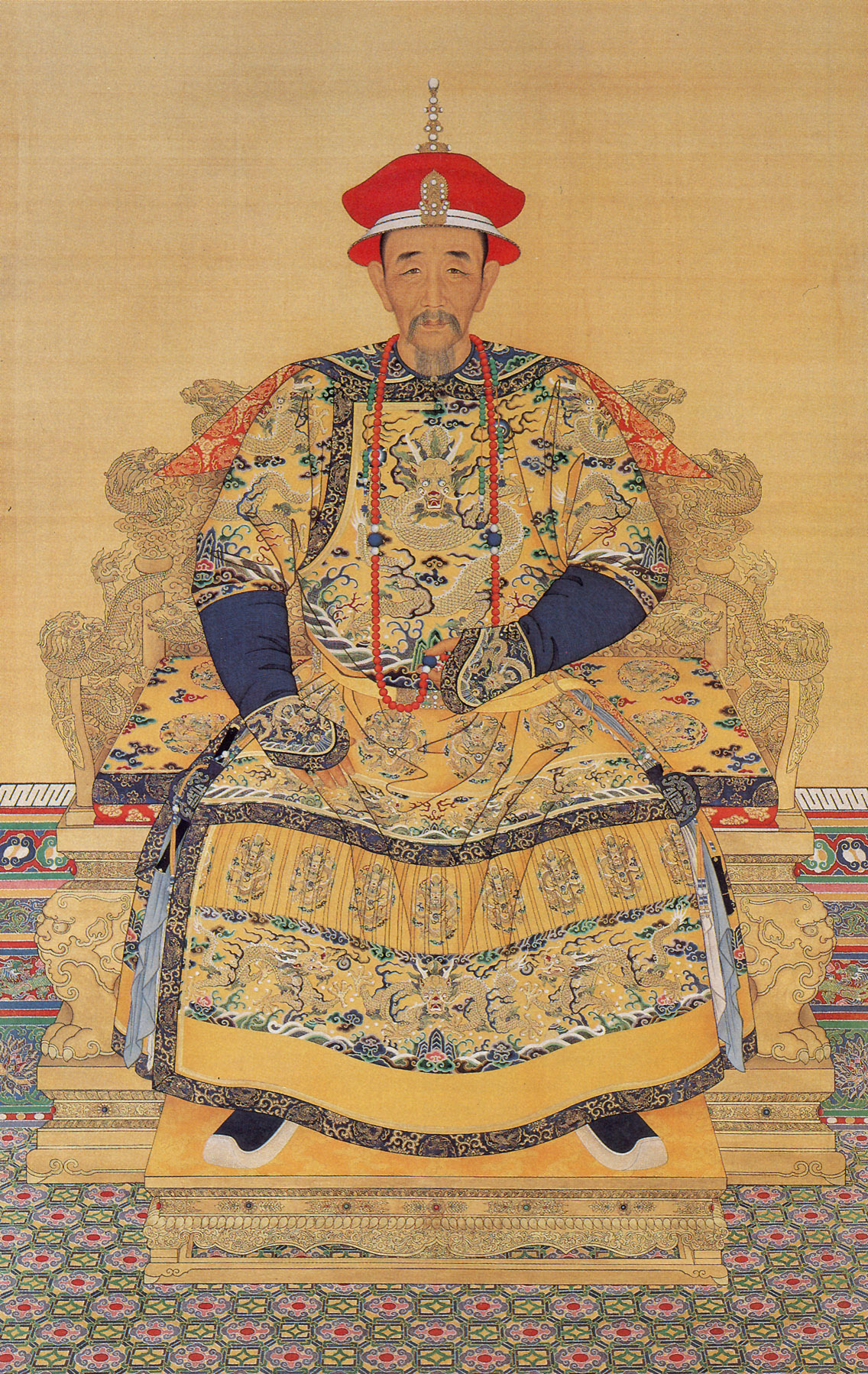
清聖祖愛新覺羅·玄燁御容

前英國女王伊莉莎白二世肖像（以澳洲女王身分拍攝）

随着摄影技术的发展，肖像也进入了摄影领域。其主体内容通常是单个的人物画像，通常大頭照形式的肖像照都以脸部為表现的焦点，对五官进行细致刻画。全身或肖像照中的人物通常正襟危坐，並沒有太多姿勢或動作。

## 肖像崇拜
在政治方面，君主、國父、民族英雄或國家領導人的肖像常常被用來作為代表國家的象徵符號。在大多數的國家，國家元首的玉照會出現在各大重要的政府、教育或軍事機關禮堂（如美國總統官方肖像、法國總統官方肖像），比方孫中山、列寧、斯大林、希特勒、墨索里尼、佛朗哥、蔣中正、毛澤東、金日成與金正日、胡志明、霍查、尼亞佐夫、拉丁美洲考迪羅、凱末爾、真納、霍梅尼及阿塞德等人，有觀點認為若過度使用領導人肖像是形塑該國家領導人權威的個人崇拜色彩。此外，比如在中華民國，歷任總統（現任：賴清德）的玉照都會被展示在總統府的官方網站 （页面存档备份，存于），以供民眾一觀總統容貌。
宗教界會印製大量宗教領袖或該宗教中的聖人之像，如基督教中的聖徒，佛教中一些歷史上出現過的覺者，道教、儒教、以及東亞民間信仰中的先賢及人物神肖像以供信徒膜拜。
演藝界、體育界方面也發展出明星偶像崇拜的風潮，不少粉絲會瘋狂搜集明星的寫真肖像。